# Cratere Bada
Bada  è un cratere sulla superficie di Marte.